# محمية شرق إفريقيا
محمية شرق إفريقيا (المعروفة أيضًا باسم شرق إفريقيا البريطانية) كانت محمية بريطانية في منطقة البحيرات العظمى الإفريقية، وتحتل نفس المساحة تقريبًا التي تقع عليها كينيا حاليًا، من المحيط الهندي إلى الحدود مع أوغندا في الغرب. كانت تحت سيطرة المملكة المتحدة في أواخر القرن التاسع عشر، ونشأت نتيجة للمصالح التجارية البريطانية في المنطقة في ثمانينيات القرن التاسع عشر وظلت محمية حتى عام 1920 عندما أصبحت مستعمرة كينيا، باستثناء جزيرة مستقلة 16-كيلومتر-عرض (10 ميل) الشريط الساحلي الذي أصبح محمية كينيا.

## التشريع
في عام 1914، حظرت الحكومة البريطانية القنب ("البانج") في المحمية.

## الطوابع والتاريخ البريدي لشرق إفريقيا البريطانية

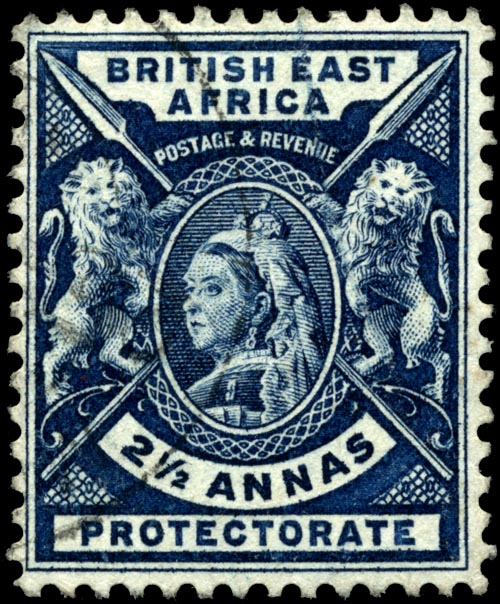
2½ آنة، 1896

بعد أن أصبحت المحمية ملكية مباشرة للإمبراطورية البريطانية في عام 1895، أصدرت طوابع بريدية من الهند وأصدرت شركة شرق إفريقيا البريطانية الإمبراطورية السابقة. إلى جانب هذا تم دمج الإقليم في الاتحاد البريدي العالمي . بحلول عام 1896، تم إصدار أول خط من الطوابع الرسمية، على الرغم من أن خدمة البريد الخاصة بالمحمية كانت قصيرة الأجل حيث تم دمجها في عام 1901 مع خدمة البريد الخاصة بمحمية أوغندا لتصبح خدمة بريد محميتي شرق إفريقيا وأوغندا اللتين أصدرتا طوابعهما الأولى في عام 1904.

## طالع أيضًا
- مجاعة عام 1899 في وسط كينيا[الإنجليزية]
- تشارلز إليوت
- قائمة حكام ومسؤولي كينيا الاستعماريين[الإنجليزية]
- حملة شرق إفريقيا (الحرب العالمية الأولى)
- تاريخ كينيا
- تحليل الاستعمار والاحتلال في أوروبا الغربية

### ملحوظات
1. ↑  Kenya Gazette. 15 أكتوبر 1913. ص. 882–. مؤرشف من الأصل في 2023-07-22.

### قراءة إضافية
- بيك، آن. "السياسة الاستعمارية والتعليم في شرق إفريقيا البريطانية، 1900-1950". مجلة الدراسات البريطانية، المجلد. 5، رقم 2، 1966، ص. 115–138. متصل
- فورلي، أو. دبليو. "التعليم والزعماء في شرق إفريقيا في فترة ما بين الحربين". مجلة التاريخ عبر إفريقيا 1.1 (1971): 60-83.
- جون س. جالبريث ، ماكينون وشرق إفريقيا 1878-1895 (كامبريدج 1972)
- جريجوري، جون والتر. مؤسسة شرق إفريقيا البريطانية (لندن: إتش مارشال، 1901) على الإنترنت .
- Aim25.ac.uk: السير ويليام ماكينون نسخة محفوظة 8 August 2017 على موقع واي باك مشين.
- سافاج، دونالد سي، وجيه فوربس مونرو. "تجنيد فيلق حاملات الطائرات في محمية شرق إفريقيا البريطانية 1914-1918". مجلة التاريخ الإفريقي 7.2 (1966): 313-342.
- وايت هيد، كلايف. "التأريخ لسياسة التعليم البريطانية الإمبراطورية، الجزء الثاني: إفريقيا وبقية الإمبراطورية الاستعمارية." تاريخ التعليم 34.4 (2005): 441-454.

## روابط خارجية
- Unimaps.com: خريطة عام ١٩٠١ لمحمية شرق إفريقيا البريطانية (كينيا)
- Purl.pt: خريطة لجزء من شرق إفريقيا، أعدتها سلطة شركة شرق إفريقيا البريطانية الإمبراطورية (1889)